# Thomas Raun
Thomas Raun (født 29. juni 1984) er en tidligere dansk fodboldspiller. Thomas Raun er søn af Poul-Erik Raun, tidligere spiller for Vordingborg IF.

## Karriere

### Silkeborg IF
Raun startede på Silkeborg Fodbold College i 2002 og blev professionel året efter hos Silkeborg IF. Før han kom til Silkeborg IF havde han spillet i barndomsklubben Vordingborg IF. Dernæst kom han til Nykøbing Falster Alliancen, hvor han gjorde en rigtig god figur for efter at blive optaget på Silkeborg Fodbold College.

### Viborg FF
Efter 6 år i Silkeborg skiftet han i sommeren 2008 til naboerne fra Viborg FF.

### Landskrona
I 2010 gik turen så til Sverige, hvor han spillede for Landskrona BoIS i den næstbedste svenske række Superettan. Skiftet skete d. 26. marts 2010. Aftalen med Landskrona BoIS faldt på plads efter et træningsophold med klubben på Cypern.

### Brønshøj
31. august 2012 tegnede han kontrakt med Brønshøj Boldklub, hvor han er udset til at overtage pladsen efter Lasse Fosgaard, der netop var blevet solgt til Lyngby BK.

### B.93
Den 13. juli 2013 blev det bekræftet, at Thomas havde skrevet kontrakt med B.93.